# Моторама (фильм)
«Моторама» (англ. Motorama) — кинофильм.

## Сюжет
Жил-был мальчик по имени Гас. Родители у него постоянно ругались, а Гасу хотелось свободной и обеспеченной жизни. Накопив много денег, угнав автомобиль и обналичив некоторые чеки, Гас отправился в путешествие по стране, которая, судя по названиям штатов, не являлась США.
Моторама — это слово стоимостью 500 000 000 долларов. Среди многочисленных лотерей, которыми поголовно охвачено население Америки, есть и «МОТОРАМА»: на маленьких квадратных карточках напечатаны буквы, скрытые под наклейками, и тот, кто соберет комбинацию букв, составляющих слово «моторама», становится обладателем суммы в 500 000 000 долларов. 10-летний Гэс сбегает, разбив копилку, набитую мелочью, и угнав автомобиль.